# Leo Spitzer
Leo Spitzer (7. února 1887, Vídeň – 16. září 1960, Forte dei Marmi) byl rakousko-americký romanista, hispanista, filolog, historik, literární kritik a teoretik.
Doktorát získal roku 1910, poté působil na německých univerzitách v Marburgu a v Kolíně nad Rýnem. Jako Žid z Německa roku 1933 uprchl (spolu s přítelem Erichem Auerbachem), nejprve do tureckého Istanbulu, nakonec roku 1936 zakotvil na Johns Hopkins University v USA, kde působil až do své smrti.
Ve svých pracích se pokoušel propojit studium stylistiky se studiem psychologie autora, užíval metodologii tzv. hermeneutického kruhu. Soustředil se na literaturu francouzskou, italskou a španělskou, známá je zejména jeho studie o Henri Barbussovi. Svá díla psal německy, anglicky, francouzsky i španělsky.